# クリスティアン・フュルヒテゴット・ゲレルト
クリスティアン・フュルヒテゴット・ゲレルト（Christian Fürchtegott Gellert, 1715年7月4日 - 1769年12月13日）はドイツの詩人。ゴットホルト・エフライム・レッシングによってドイツ文学黄金時代を築いた先駆者の一人に挙げられている。

## 生涯

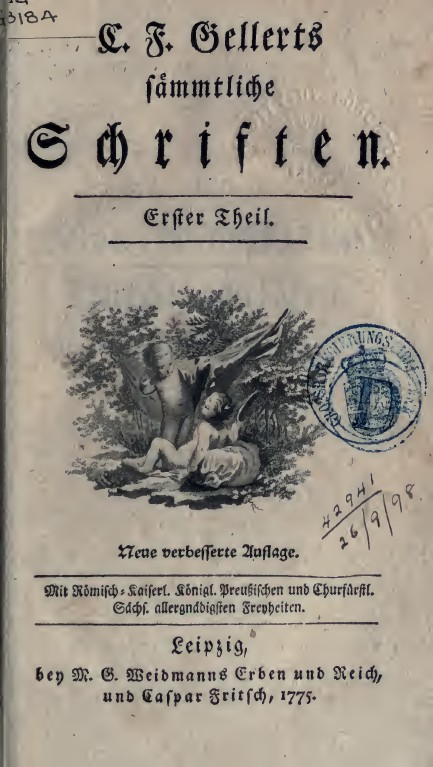
C. F. Gellerts sämmtliche Schriften. Teil 1 (1775)

1715年7月4日、神聖ローマ帝国・ザクセン選帝侯領のハイニヒェンで生まれた。マイセンの聖アフラ学校に入学し、1734年にライプツィヒ大学に進学して神学を習得した。1741年にはヨハン・クリストフ・ゴットシェートとその弟子たちによって編纂された生物学論文に参加している。文学論に秀で、詩学や倫理学、修辞学において多くの独自スタイルを確立するに至り、1745年よりライプツィヒ大学にて教鞭をとるとともに啓蒙的な創作に従事した。1751年からは死去まで同校の臨時教授となっていた。生涯独身を通し、1769年死去。

## 特徴
内向的で病弱であったが、温厚で敬虔な人柄によりあらゆる階層の知識人から時代の師表と仰がれた。フランスの喜劇として知られる『寓話と物語』（1746年）『教訓詩と物語』（1754年）『聖歌と頌歌』（1757年）や戯曲『えせ信女』（1745年）『宝くじ』（1746年）『やさしい姉妹』（1747年）などをドイツ語に翻訳して定着させ、写実的な市民劇の成立に大きく貢献した。その他1747年から1748年にかけて出版された『スウェーデンのG伯爵夫人の生涯』はドイツ近代小説の代表作品として知られている。ドイツ文学評論家の南大路振一はゲッレールトの著した『書簡規範』（1751年）について、洗練されたドイツ語の普及に大きな役割を果たしたと評価している。晩年に著した『倫理学講義』は、死後の1770年に刊行され、当時のドイツ啓蒙思潮の実態を認めた貴重な資料として、研究の対象にもなっている。
フリードリヒ大王はゲレルトの寓話を優れたものと『ドイツ文学論』で評価した。